# Jílovice (okres České Budějovice)
Jílovice jsou obec v Jihočeském kraji, ležící 6 km východně od Borovan a asi 10 km severně od Trhových Svinů, na okraji Třeboňské pánve a Novohradských hor. Žije zde přibližně 1 100 obyvatel. Rozloha je 44,33 km² a nachází se v nadmořské výšce 500.

## Místní části
Jílovice se skládají ze šesti katastrálních území a osmi místních částí.

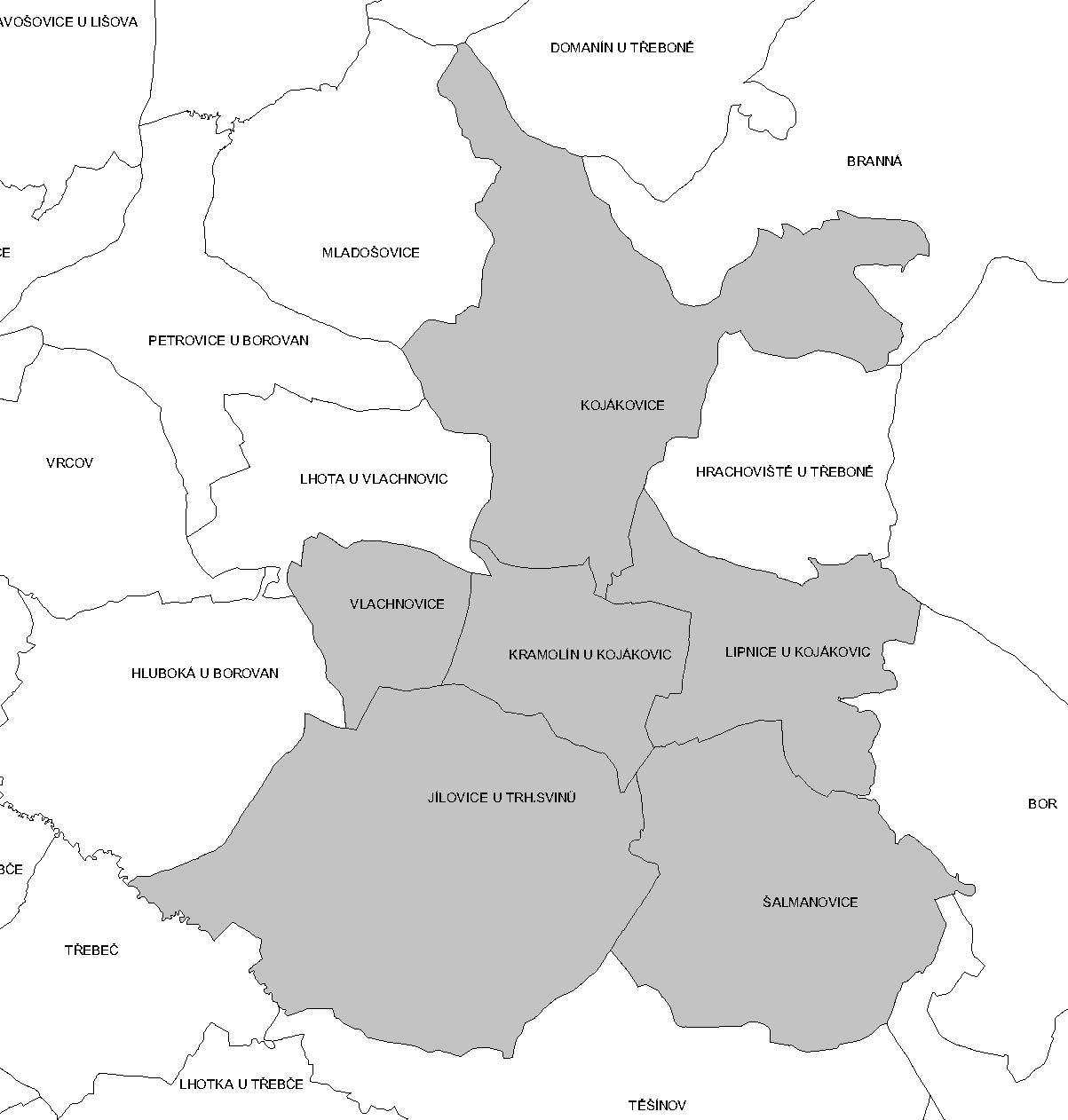
Katastrální členění Jílovic

- Jílovice (k. ú. Jílovice u Trhových Svinů)
- Jiterní Ves (leží v k. ú. Šalmanovice)
- Kojákovice (i název k. ú.)
- Kramolín (k. ú. Kramolín u Kojákovic)
- Lipnice (k. ú. Lipnice u Kojákovic)
- Nepomuk (leží v k. ú. Šalmanovice)
- Šalmanovice (i název k. ú.)
- Vlachnovice (i název k. ú.)

## Historie
První písemná zmínka o vsi pochází z roku 1366. Roku 1366 prodává Vinek z Landštejna osadu Rožmberkům. Již tehdy tu stál kostel. V 15. století zde sídlil rytíř Vojtěch z Jílovic. V následujících letech byly Jílovice několikrát vypáleny nebo pro změnu zastaveny. Později patřila vesnice pod Borovanský klášter. Za třicetileté války Jílovice zpustly a byly bez obyvatel. V roce 1660 koupili Jílovice Schwarzenberkové, kterým patřily až do zrušení poddanství.V létech 1862 až 1948 patřily Jílovice do okresu Třeboň, v létech 1949 až 1959 do okresu Trhové Sviny, od roku 1960 jsou v okrese České Budějovice.
Roku 1786 zde byla postavena fara. Roku 1894 zde byl založen hasičský sbor. V roce 1919 založili místní Sokol, 1921 Orel. Ve 20. letech 20. století bydel v osadě Jílovice-nádraží Vojtěch Lašťovička, který převáděl perpetuum mobile.  Po druhé světové válce bylo zřízeno JZD, které později přešlo pod Státní statek Nové Hrady. V červnu 2006 byl obci udělen u příležitosti 640 let od první zmínky vlastní prapor. V roce 2015 zahájil v Jílovicích provoz místní pivovar.

### Starostové
- 2010–2014 Věra Jindrová
- od 2014 Ing. Jiří Witzany

## O Jílovicích a okolí
Jílovice leží na okraji Třeboňské pánve mezi rybníky na pomezí Novohradských hor. Ve vlastní vsi Jílovice v katastrálním území Jílovice u Trhových Svinů (o rozloze 6,89 km²) žilo v roce 2001 411 obyvatel ve 185 domech.
V Jílovicích se nachází kostel sv. Jakuba z konce 13. století. Pouť bývá vždy 25. července. Chrám je gotický, uvnitř "zbarokizovaný" s barokní cibulí na věži. V kostele zaujme v hlavní lodi na straně epištolní poblíž hlavního oltáře kvalitní polychromovaná barokní socha sv. Václava s praporcem a na kůru nově (v roce 2021) rekonstruované varhany.
Ve vsi se dále nachází ZŠ a MŠ, pošta, potraviny, hospody, pivovar, kulturní dům, dřevěný betlém, hasiči, úřad, dům pro seniory, dětské hřiště s pódiem a multifunkční hřiště. 
Nad vsí se nachází výhled z kopce Porubí na Novohradské hory, Slepičí hory a na Kleť.
V okolí Jílovic je možné navštívit muzeum veteránů (Jílovice-nádraží), venkovské muzeum (Kojákovice) a muzeum u Vetešínka (Kramolín). Cca 7 km jihovýchodně od Jílovic se nachází národní přírodní rezervace Červené blato. A v části Jílovicka směrem na Třeboň se nachází vesnická památková zóna Kojákovice.
Tři kilometry jihozápadně od Jílovic protéká říčka Stropnice. V blízkosti říčky Stropnice byla v letech 1868 až 1870 postavena západní větev Dráhy Františka Josefa, vedoucí z Vídně do Českých Budějovic a Plzně. V roce 1906 byla v lese zřízena zastávka Jílovice. V roce 1913 byla opodál postavena nádražní budova a 1. 5. 1914 byla zde zřízena železniční stanice, u které postupně vznikla živá osada Jílovice-nádraží. U nádraží byl sklad Hospodářského družstva (nyní nepřístupné soukromé muzeum motocyklů) a parní pila( Stašek), ze které se stala výrobna cementových rour (od počátku 90. let je objekt opuštěný).

## Příroda
- Národní přírodní rezervace Brouskův mlýn
- Stropnice (evropsky významná lokalita)
- Národní přírodní rezervace Ruda u Kojákovic

### Příroda v okolí
- Národní přírodní rezervace Červené blato

## Doprava
Osada Jílovice-nádraží leží na železniční trati České Budějovice – Gmünd (v jízdním řádu pro cestující označené číslem 199)

## Kulturní památky
- Kostel sv. Jakuba
- Roubená stodola (Jílovice č.p. 34)
- Venkovský dům (Jílovice č.p. 23)

## Rodáci
- Antonín Homolka (1909–1964), akademický malíř
- Jan Chadt, hudebník
- Jakub Smrž a Matěj Smrž, motocykloví závodníci